# Toussaint Natama
Toussaint Natama (Ouagadougou, 31 ottobre 1982 – Ouagadougou, 19 agosto 2024) è stato un calciatore burkinabé, di ruolo attaccante.

## Caratteristiche tecniche
Fu una punta centrale.

## Carriera

### Nazionale
Debuttò in Nazionale il 21 aprile 2001, in Burkina Faso-Malawi (4-2). Partecipò, con la Nazionale, alla Coppa d'Africa 2004. Collezionò in totale, con la maglia della Nazionale, tre presenze.

## Statistiche

### Cronologia presenze e reti in nazionale
| Cronologia completa delle presenze e delle reti in nazionale ― Burkina Faso | Cronologia completa delle presenze e delle reti in nazionale ― Burkina Faso | Cronologia completa delle presenze e delle reti in nazionale ― Burkina Faso | Cronologia completa delle presenze e delle reti in nazionale ― Burkina Faso | Cronologia completa delle presenze e delle reti in nazionale ― Burkina Faso | Cronologia completa delle presenze e delle reti in nazionale ― Burkina Faso | Cronologia completa delle presenze e delle reti in nazionale ― Burkina Faso | Cronologia completa delle presenze e delle reti in nazionale ― Burkina Faso |
| Data                                                                        | Città                                                                       | In casa                                                                     | Risultato                                                                   | Ospiti                                                                      | Competizione                                                                | Reti                                                                        | Note                                                                        |
| --------------------------------------------------------------------------- | --------------------------------------------------------------------------- | --------------------------------------------------------------------------- | --------------------------------------------------------------------------- | --------------------------------------------------------------------------- | --------------------------------------------------------------------------- | --------------------------------------------------------------------------- | --------------------------------------------------------------------------- |
| 21-4-2001                                                                   | Ouagadougou                                                                 | Burkina Faso                                                                | 4 – 2                                                                       | Malawi                                                                      | Qual. Mondiali 2002                                                         | -                                                                           | 85’                                                                         |
| 1-7-2001                                                                    | Ouagadougou                                                                 | Burkina Faso                                                                | 1 – 1                                                                       | Sudafrica                                                                   | Qual. Mondiali 2002                                                         | -                                                                           | 63’ 69’                                                                     |
| 20-1-2004                                                                   | Sainte-Maxime                                                               | Guinea                                                                      | 1 – 0                                                                       | Burkina Faso                                                                | Amichevole                                                                  | -                                                                           |                                                                             |
| Totale                                                                      |                                                                             | Presenze                                                                    | 3                                                                           |                                                                             | Reti                                                                        | 0                                                                           |                                                                             |